# Bitva u Casselu (1677)

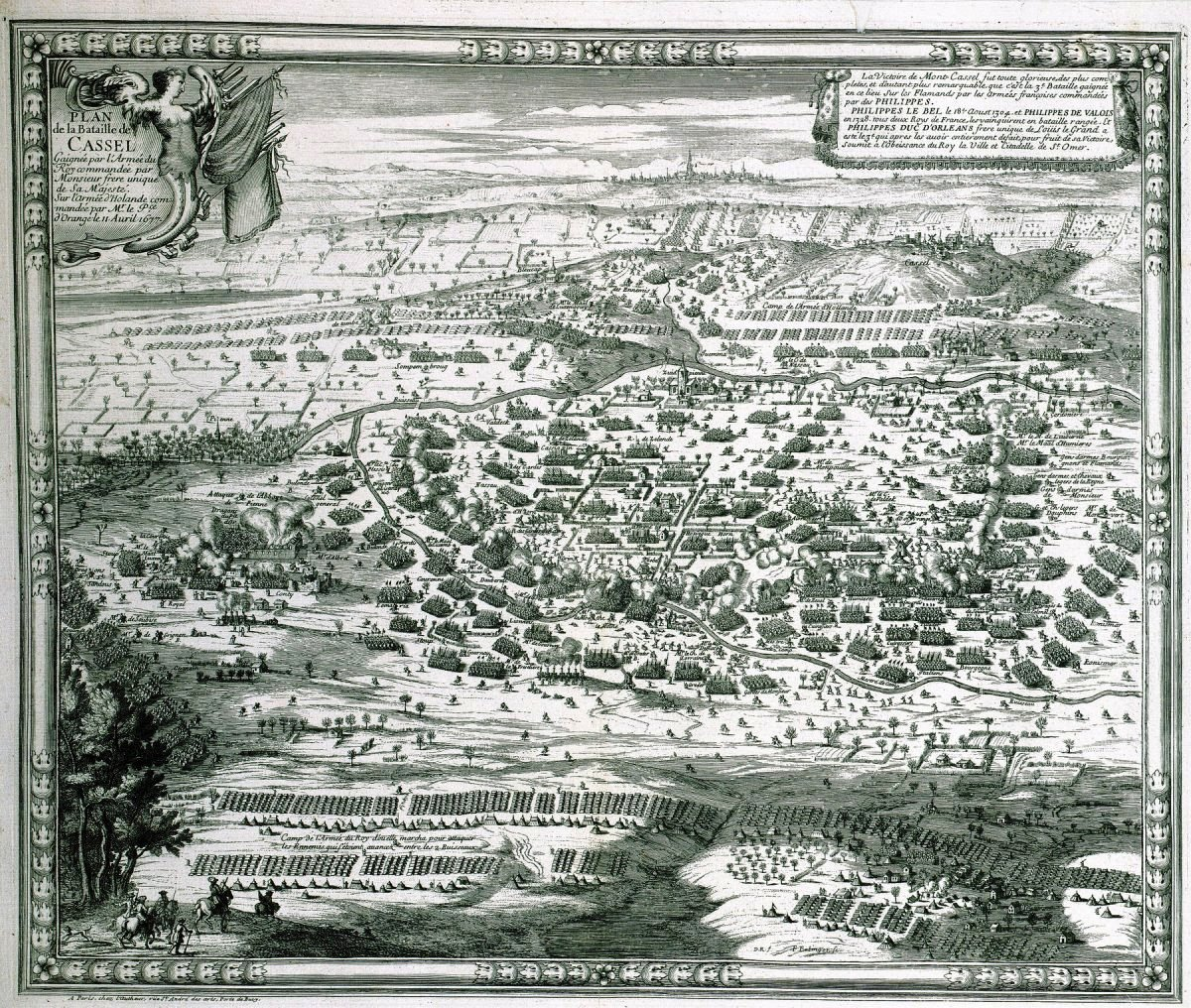
Bitva u Casselu

Bitva u Casselu proběhla 11. dubna 1677 v rámci francouzsko-nizozemské války. Skončila vítězstvím Francouzů maršála Luxembourga a Filipa I., vévody orleánského, kterému asistoval vévoda z Humières, proti Nizozemcům Viléma III. Oranžského, místodržitele Spojených provincií. Bitva se odehrávala nedaleko města Cassel, 30 km jižně od Dunkerque v dnešní Francii.
Francouzské vojsko o počtu 30 000 mužů pod velením Filipa Orleánského čelilo přibližně stejně velkému nizozemsko-spojeneckému sboru s Vilémem III. Oranžským v čele, obě strany byly seřazeny podle klasického způsobu. Pěchota na francouzském pravém křídle, vedená vévodou z Humières, zatlačila nizozemské levé. Ve stejnou chvíli zaútočili Nizozemci ze svého pravého křídla, čemuž čelilo francouzské levé vedené maršálem Luxembourgem. Nizozemci byli odraženi, ale Francouzi zmeškali příležitost je rozdrtit, neboť se při pronásledování zpozdili pleněním opuštěných zavazadel Viléma III. I tak bylo nakonec vítězství téměř úplné: Nizozemci ztratili více než 8 000 zabitých a raněných mužů a navíc bylo 3 000 zajato.